# سنغ فاي
سنغ فاي (بالصينية: 桑一非) هو لاعب كرة قدم صيني في مركز الوسط، ولد في 18 فبراير 1989 في ووهان في الصين. لعب مع نادي بكين سينوبو غوان ونادي تيانجين تيدا ونادي ووهان وهيبي شينا فورشن.

## وصلات خارجية
- سنغ فاي على موقع قاعدة بيانات كرة القدم.إي يو (الإنجليزية)
- سنغ فاي على موقع Soccerway.com (الإنجليزية)